# Callisphyris crassus
Callisphyris crassus là một loài bọ cánh cứng trong họ Cerambycidae.